# Syzygium merokense
Syzygium merokense är en myrtenväxtart som först beskrevs av S. Greves, och fick sitt nu gällande namn av Elmer Drew Merrill och Lily May Perry. Syzygium merokense ingår i släktet Syzygium och familjen myrtenväxter. Inga underarter finns listade i Catalogue of Life.